# Lee Tuck
Lee Tuck (* 30. Juni 1988 in Halifax) ist ein englisch-malaysischer Fußballspieler.

## Verein
Lee Tuck stand 2007 bei Halifax Town in Halifax unter Vertrag. Über die englischen Stationen Farsley Celtic und den AFC Guiseley wechselte er 2010 nach Thailand. Hier schloss er sich dem Nakhon Pathom United FC an. Der Verein aus Nakhon Pathom spielte in der zweiten Liga, der Thai Premier League Division 1. Nachdem der Verband den Verein für die Spielzeiten 2011 und 2012 wegen Spielabsprachen sperrte, wechselte er 2011 zu den ebenfalls in der zweiten Liga spielenden Suvarnabhumi Customs FC. Nach der Hinserie wechselte er in die thailändische Hauptstadt Bangkok, wo er einen Vertrag beim Zweitligisten Bangkok FC unterschrieb. 2012 erzielte er in der zweiten Liga 23 Tore und wurde Torschützenkönig. 2014 unterschrieb er einen Vertrag beim Erstligisten Air Force Central. Nach elf Spielen in der Thai Premier League wechselte er zur Rückserie auf Leihbasis zum Zweitligisten Nakhon Ratchasima FC. Mit dem Klub aus Nakhon Ratchasima wurde er Ende 2014 Meister der zweiten Liga und stieg in die erste Liga auf. Nach Ende der Ausleihe wurde er Anfang 2015 von Nakhon Ratchasima fest verpflichtet. 2015 stand er für Korat 29-mal in der ersten Liga auf dem Spielfeld. 2016 verließ er Thailand und wechselte nach Bangladesch. Hier nahm ihn der Erstligist Abahani Ltd. Dhaka unter Vertrag. Mit dem Klub aus Dhaka spielte er in der ersten Liga, der Bangladesh Premier League. 2016 wurde er mit Abahani Ltd. Dhaka Meister und stand im Endspiel des Federation Cup. Im Finale besiegte man Arambagh Krira Sangha mit 1:0. 2017 zog es ihn nach Malaysia. Hier nahm ihn der in der zweiten Liga, der Malaysia Premier League, spielende Negeri Sembilan FA unter Vertrag. Nach zwanzig Zweitligaspielen unterschrieb er 2018 einen Vertrag beim Erstligaaufsteiger Terengganu FA. 2018 stand er mit dem Klub im Finale des Malaysia Cup. Das Endspiel verlor man gegen Perak FA im Elfmeterschießen. Den Sheikh Kamal International Club Cup, ein Pokalwettbewerb in Bangladesch, gewann er 2019 mit Terengganu. Ein Jahr später folgte dann der Wechsel zum Ligarivalen Sri Pahang FC, von wo er aber kurze Zeit später wieder an Terengganu verliehen wurde. Für Terengganu bestritt er bis Saisonende drei Ligaspiele. Nach der Ausleihe kehrte er zu Sri Pahang zurück. Am 1. Januar 2023 unterschrieb er einen Vertrag beim ebenfalls in der ersten Liga spielenden Kedah Darul Aman FC. Nach 15 Ligaspielen wurde sein Vertrag Ende Juli 2023 nicht verlängert.

## Nationalmannschaft
Am 9. Dezember 2022 gab Tuck im Testspiel gegen Kambodscha sein Debüt für die malaysische A-Nationalmannschaft. Beim 4:0-Heimsieg im Bukit Jalil-Nationalstadion von Kuala Lumpur kam er 79 Minuten lang zum Einsatz und erzielte den zweiten Treffer der Partie. Kurze Zeit nominierte ihn Trainer Kim Pan-gon dann in das Aufgebot für die anstehende Südostasienmeisterschaft 2022. Dort kam er in allen sechs Spielen zum Einsatz und erreichte mit dem Team das Halbfinale.

## Erfolge
Nakhon Ratchasima FC
- Thailändischer Zweitligameister: 2014  ▲

Abahani Ltd. Dhaka
- Bangladeschischer Meister: 2016
- Bangladeschischer Pokalsieger: 2016

Terengganu FA
- Sheikh-Kamal-International-Club-Cup-Sieger: 2019

## Auszeichnungen
- Torschützenkönig der thailändischen Zweiten Liga: 2012 (23 Tore)
- Torschützenkönig des Sheikh Kamal International Club Cups: 2019 (6 Tore)